# Gloria Bevan
Gloria Isabel Bevan (n. 20 de julio de 1911 en Kalgoorlie, Australia-1998) fue una escritora neozelandesa, que como Gloria Bevan escribió 25 novelas románticas entre 1969 y 1992 para la editorial Mills & Boon/Harlequin, de las cuales media docena han sido traducidas a español. Se casó en 1937 con Thomas Henry Bevan, y tuvieron 3 hijas.

### Novelas indepentientes
- The Hills of Maketu, 1969
- The Distant Trap, 1969
- Beyond the Ranges, 1970
- Make Way for Tomorrow, 1971
- It Began in Te Rangi, 1971
- Vineyard in a Valley, 1972
- The Frost and the Fire, 1973
- Flame in Fiji, 1973
- High-country Wife, 1974
- Connelly's Castle, 1974
- Always a Rainbow, 1975
- Dolphin Bay, 1976
- Bachelor Territory, 1977
- Plantation Moon, 1977
- Fringe of Heaven, 1978
- Kowhai Country, 1979
- Half a World Away, 1980
- Master of Mahia, 1981 (Extraña en Mahia)
- Emerald Cave, 1981 (La cueva esmeralda, 1983)
- The Rouseabout Girl, 1983 (Una vida nueva)
- Greek Island Magic, 1983
- Southern Sunshine, 1985 (La noche es para amar, 1987)
- Golden Bay, 1987
- Pacific Paradise, 1989 (Reunión en el paraíso, 1990)
- Summer's Vintage, 1992 ( Cosecha de verano = El valle del sol, 1994)